# Ein Hauch von Sinnlichkeit
Ein Hauch von Sinnlichkeit ist ein US-amerikanischer Liebesfilm aus dem Jahr 1969.

## Handlung
Der Film spielt in Rom. Der Rechtsanwalt Federico Fendi verliebt sich in die schöne Carla. Sie ist die Freundin seines Freundes Renzo. Dennoch entwickelt sich die Beziehung. Sie heiraten. Renzo schürt jedoch bei Federico den Verdacht, dass Carla heimlich als Prostituierte arbeitet. Die Eifersucht wächst bei Federico. Er verfolgt seine Frau unbeobachtet und zahlreiche Kleinigkeiten scheinen ihn zu bestätigen. Carla wird von Federicos Eifersucht und Verdächtigungen schließlich in den Selbstmord getrieben. Erst nach dem Tod seiner Frau erkennt er, dass er sie unberechtigt verdächtigt hat und seine krankhafte Eifersucht sie in den Tod getrieben hat.

## Kritiken
„Ein aufwendig inszeniertes, gut fotografiertes, aber langatmiges Psychodrama. Sehr konstruiert und psychologisch unglaubwürdig, bemerkenswert durch die intensiven Schauspielerleistungen.“

„Eine bittersüße und tragisch endende Liebesromanze im etwas über der Wirklichkeit schwebenden, gepflegten Unterhaltungsstil.“

## Auszeichnungen
Der Film nahm am Wettbewerb der Internationalen Filmfestspiele von Cannes 1969 teil, ging bei der Preisvergabe allerdings leer aus.